# Puente Astoria-Megler
El puente Astoria-Megler (en inglés: Astoria-Megler Bridge) es un puente metálico en celosía de tipo ménsula de Estados Unidos, que atraviesa el río Columbia, entre Astoria, Oregón, y Point Ellice, cerca de Megler, Washington, el último cruce hasta la desembocadura. Inaugurado en 1966, es el puente en celosía continuo más largo de América del Norte.
Ubicado a unos 23 km de la boca del Columbia en el océano Pacífico, el puente tiene 6545 m de longitud, y fue el segmento final de la U.S. Route 101 en ser completado entre Olympia (Washington) y Los Ángeles, California.

## Historia
El servicio de ferry entre Astoria y el lado de Washington del río Columbia comenzó en 1926. El Departamento de Transporte de Oregón compró el servicio de ferry en 1946. Este servicio de ferry no funcionaba durante las inclemencias del tiempo y el tiempo de viaje de media hora causaba muchos retrasos. Con el fin de permitir cruces más rápidos y más confiables cerca de la desembocadura del río, se planificó la construcción de un puente, que será construido conjuntamente por el Departamento de Transporte de Oregón y el Departamento de Transporte del Estado de Washington.
La construcción de la estructura comenzó el 5 de noviembre de 1962, y los muelles de hormigón fueron fundidos en Tongue Point, 6,5 km río arriba. La estructura de acero se construyó en segmentos en la ciudad de Vancouver, 140 km río arriba, y luego se desplazaron aguas abajo en barcazas para ser levantadas mediante gatos hidráulicos en su lugar. El puente se abrió al tráfico el 29 de julio de 1966, marcando la finalización de la ruta 101 de los Estados Unidos y convirtiéndose en el séptimo puente principal construido por Oregón en los años 1950-1960; el servicio de ferry terminó la noche anterior. El 27 de agosto de 1966, los gobernadores Mark Hatfield de Oregon y Dan Evans de Washington dedicaron el puente cortando una cinta ceremonial. La ceremonia de cuatro días fue celebrada por 30000 asistentes que participaron en desfiles, conducciones y una carrera de maratón en bote desde Portland a Astoria. El costo del proyecto fue de $ 24 millones, equivalente a $ 161 millones en la actualidad, y fue pagado por los peajes que fueron retirados el 24 de diciembre de 1993, más de dos años antes.

## Detalles
El puente tiene 6545 m de longitud y soporta un carril de tráfico en cada dirección. La sección del tramo en voladizo, que está más cerca del lado de Oregón, tiene 752 m de largo, y su tramo principal (central) mide 376 m. Fue construido para soportar ráfagas de viento de 240 km/h y velocidades del agua del río 14 km/h. En 2004, un promedio de 7100 vehículos diarios usaban el puente Astoria-Megler. Diseñado por William Adair Bugge (1900-1992), la construcción del puente de armadura en voladizo fue completada por DeLong Corporation, American Bridge Company y Pomeroy Gerwick.
El extremo sur se encuentra al lado de lo que solía ser el puesto de peaje, al final de una rampa inclinada de 650 m que hace un bucle de 360° mientras gana altura para superar el canal sobre tierra. El extremo norte conecta directamente con la SR 401 casi a nivel del terreno, puesto que la mayor parte de la sección norte está sobre aguas superficiales no navegables.
Se planificó una reparación del puente entre mayo de 2009 y 2011 y se presupuestaron $ 20 millones, compartidos por los estados de Oregón y Washington. Luego se planeó un proyecto de pintura y pintura de cuatro años desde marzo de 2012 hasta diciembre de 2016.

## Peatones
Normalmente, solo se permiten los vehículos de motor y las bicicletas en el puente, no los peatones. Sin embargo, un día al año, generalmente en octubre, el puente alberga el «Great Columbia Crossing». El evento utiliza los 4 mikm⋅-long del puente para cruzar el río y toda la ruta es de 6 mi0. Los participantes son llevados en transporte al lado de Washington, desde donde corren o caminan hacia el lado de Oregón. El tráfico de vehículos solo puede usar un carril (de los dos carriles) y se le advierte de que se esperaran retrasos durante las dos horas de carrera. Por vez primera, el Departamento de Transporte de Oregón ha anunciado que el puente estará cerrado al tráfico de vehículos durante el evento de 2018.

## Cultura popular
El puente en sí aparece prominentemente en las películas  Short Circuit, Kindergarten Cop, Free Willy, Free Willy 2 y Los Goonies.  Representa al condenado puente de ficción de Madison en la película sobre desastres de Irwin Allen, 1979, titulada The Night the Bridge Fell Down.

## Galería de imágenes

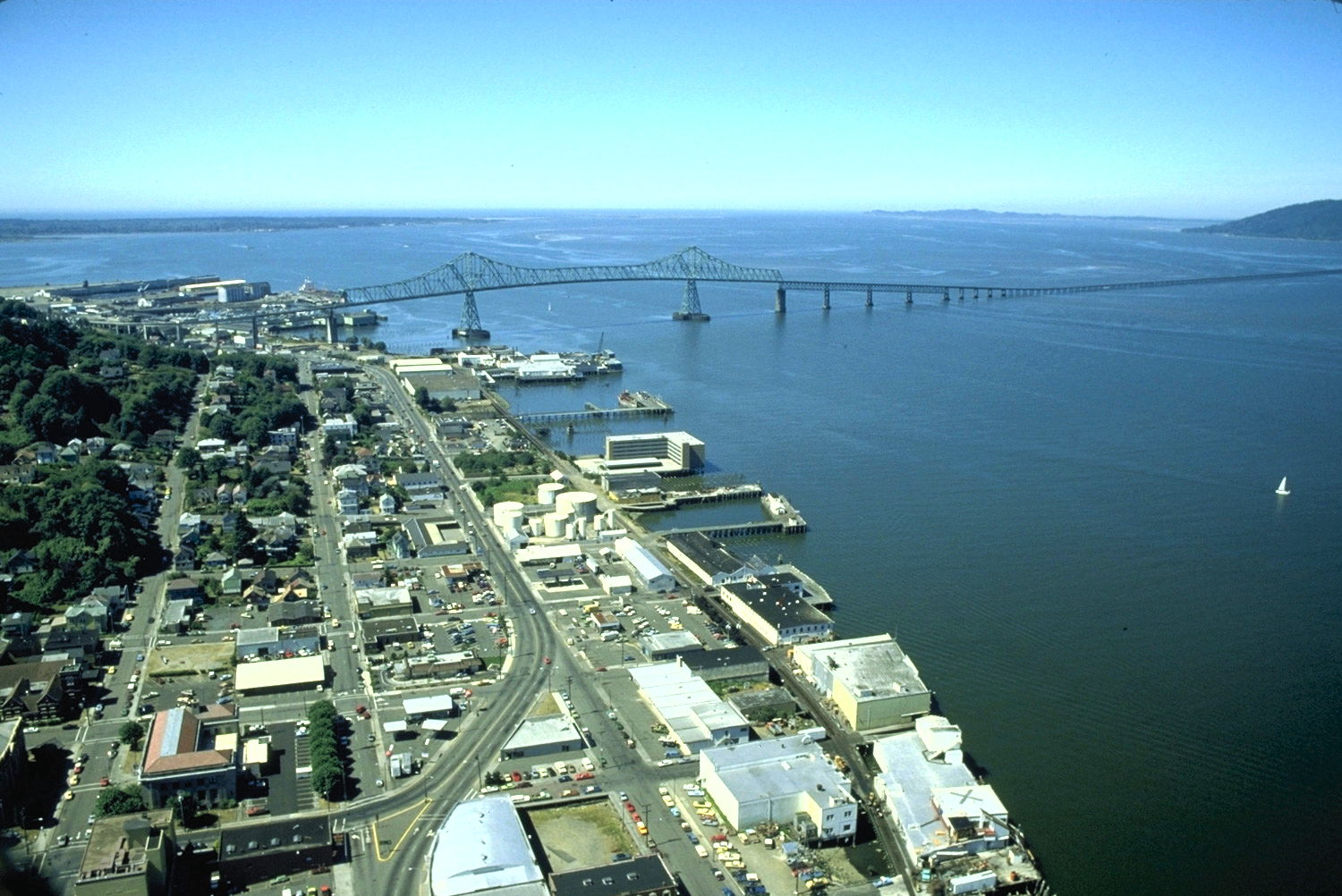
Vista del puente desde el oeste (1986)
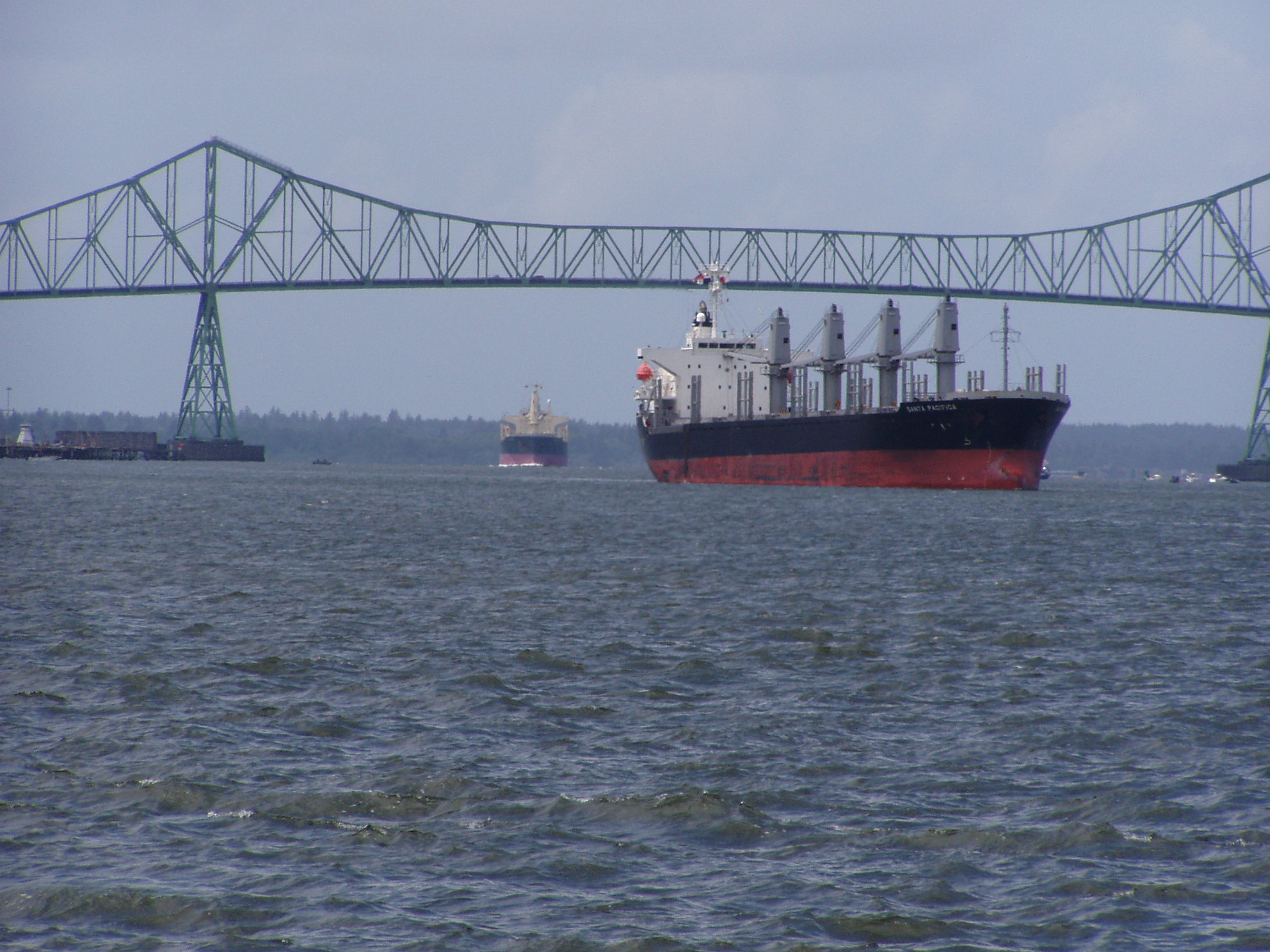
Un barco cuzando bajo el puente
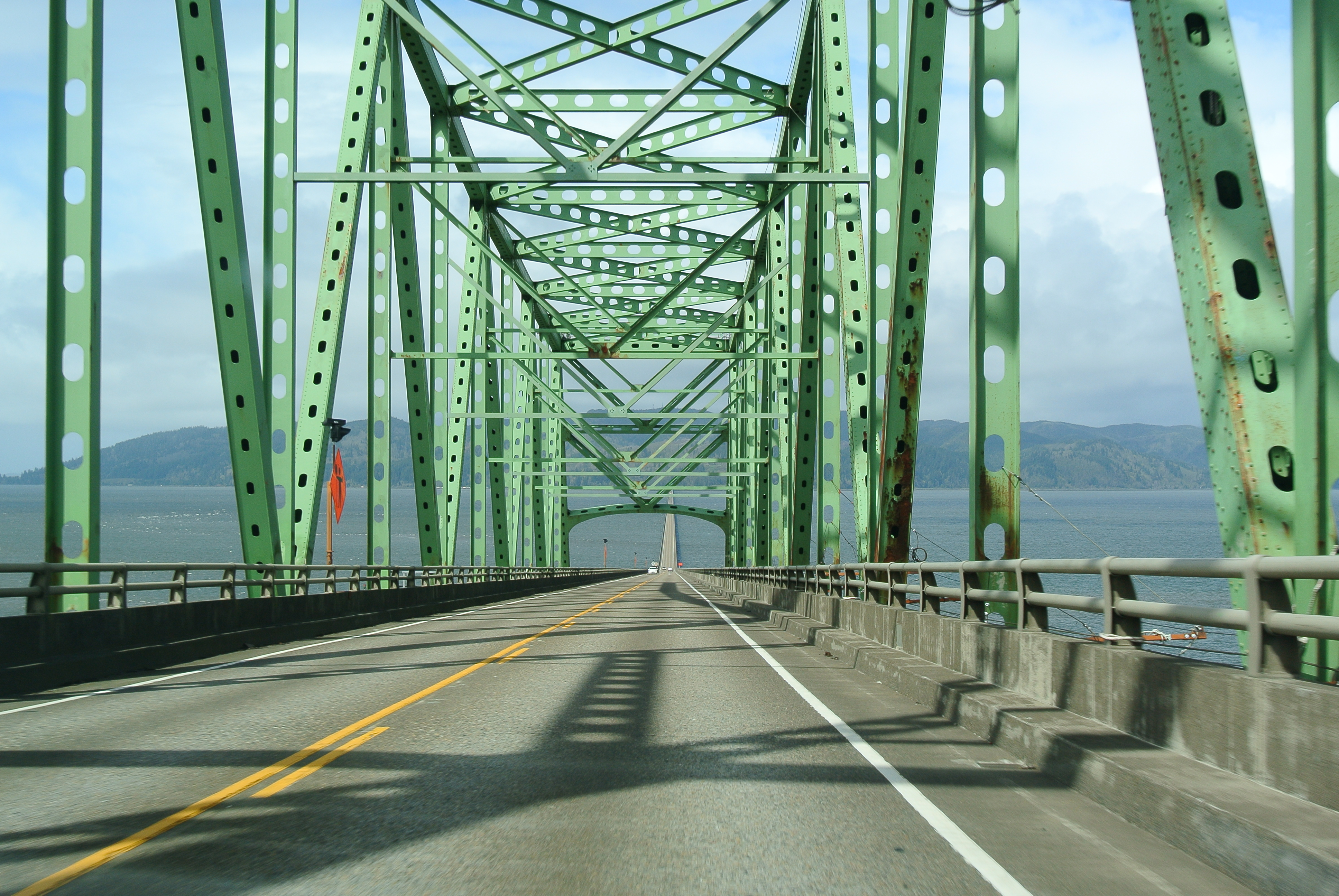
En el puente, hacia el norte
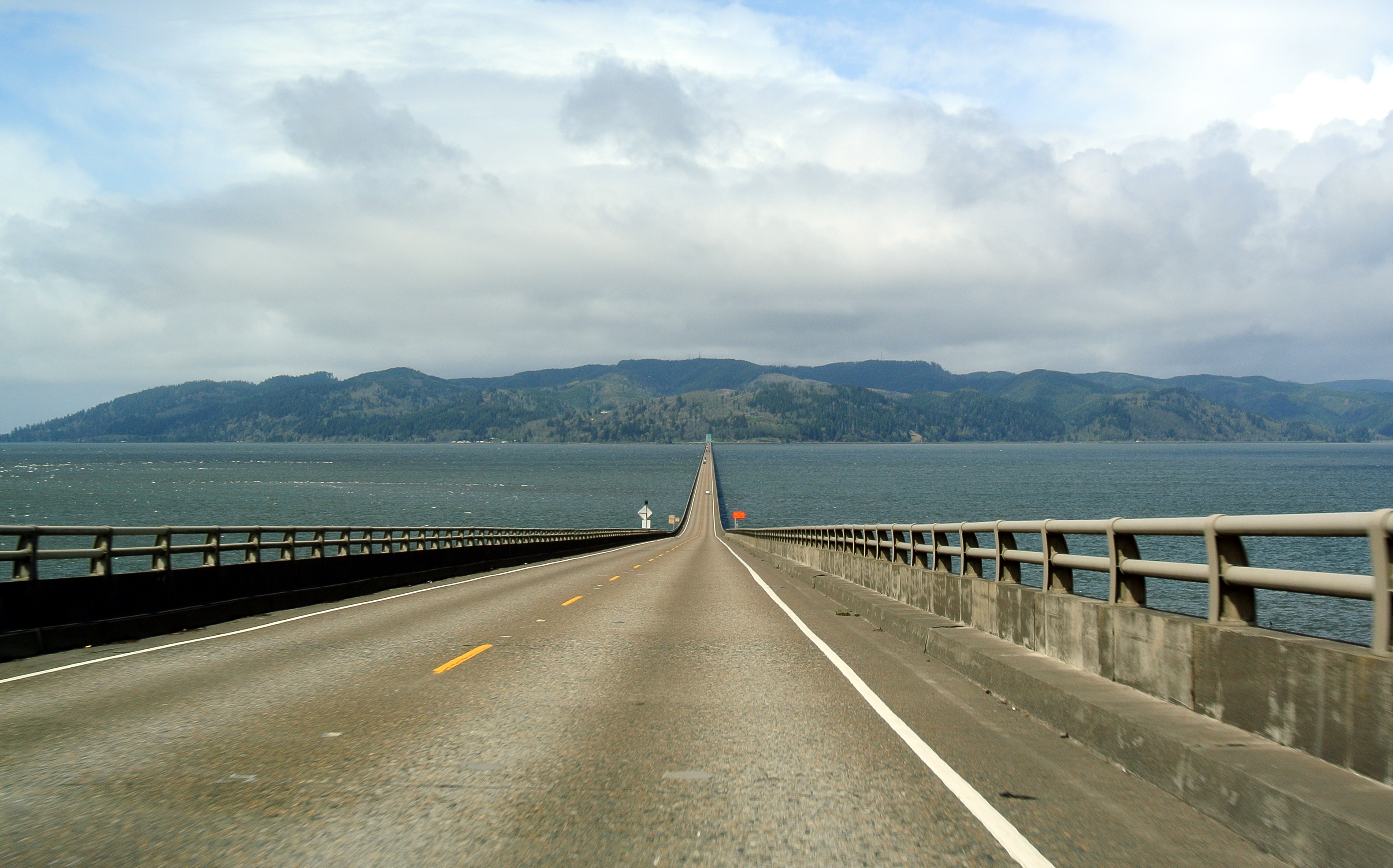
En el puente, continuando hacia el norte
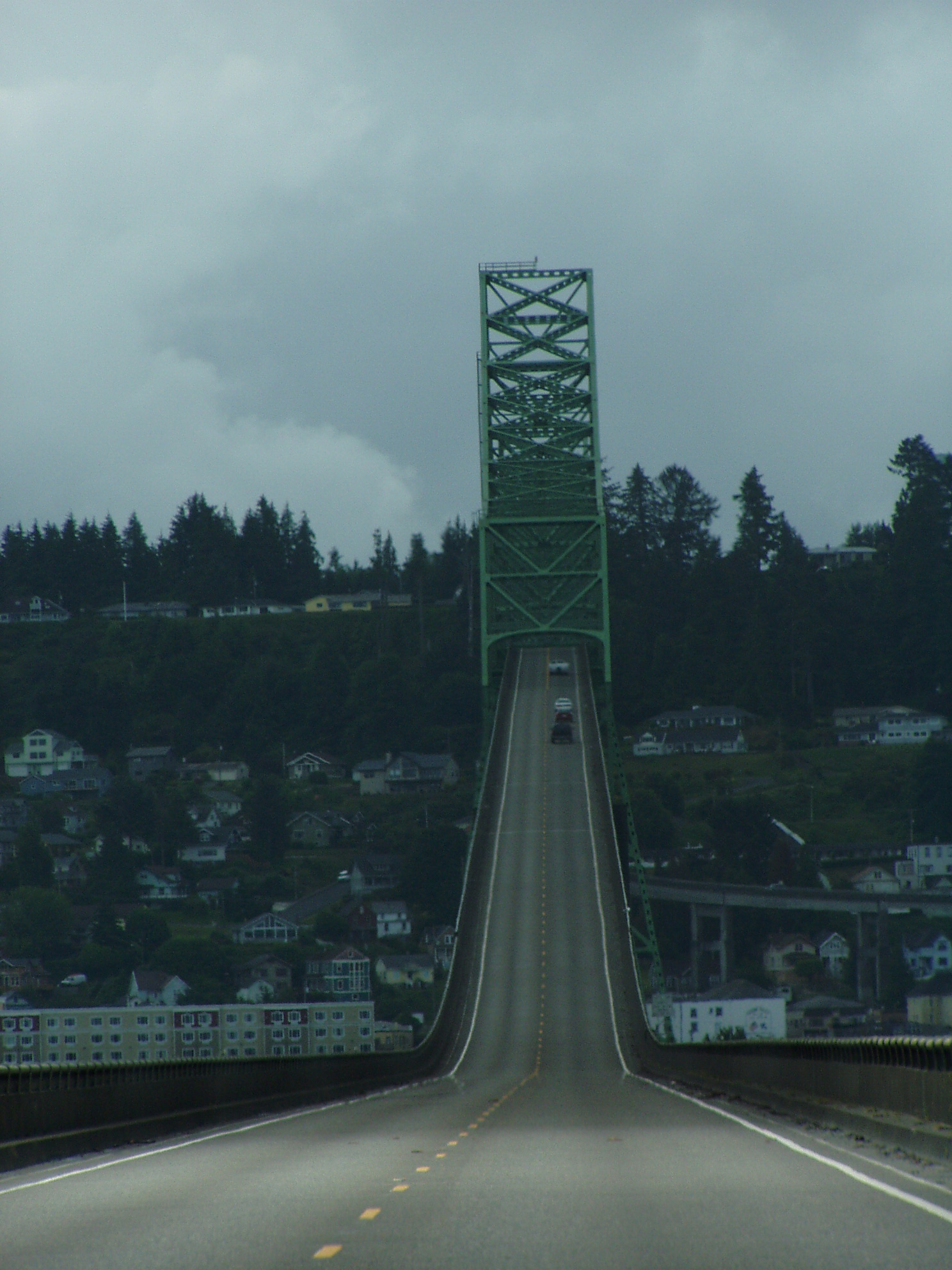
Vista de la joroba del puente
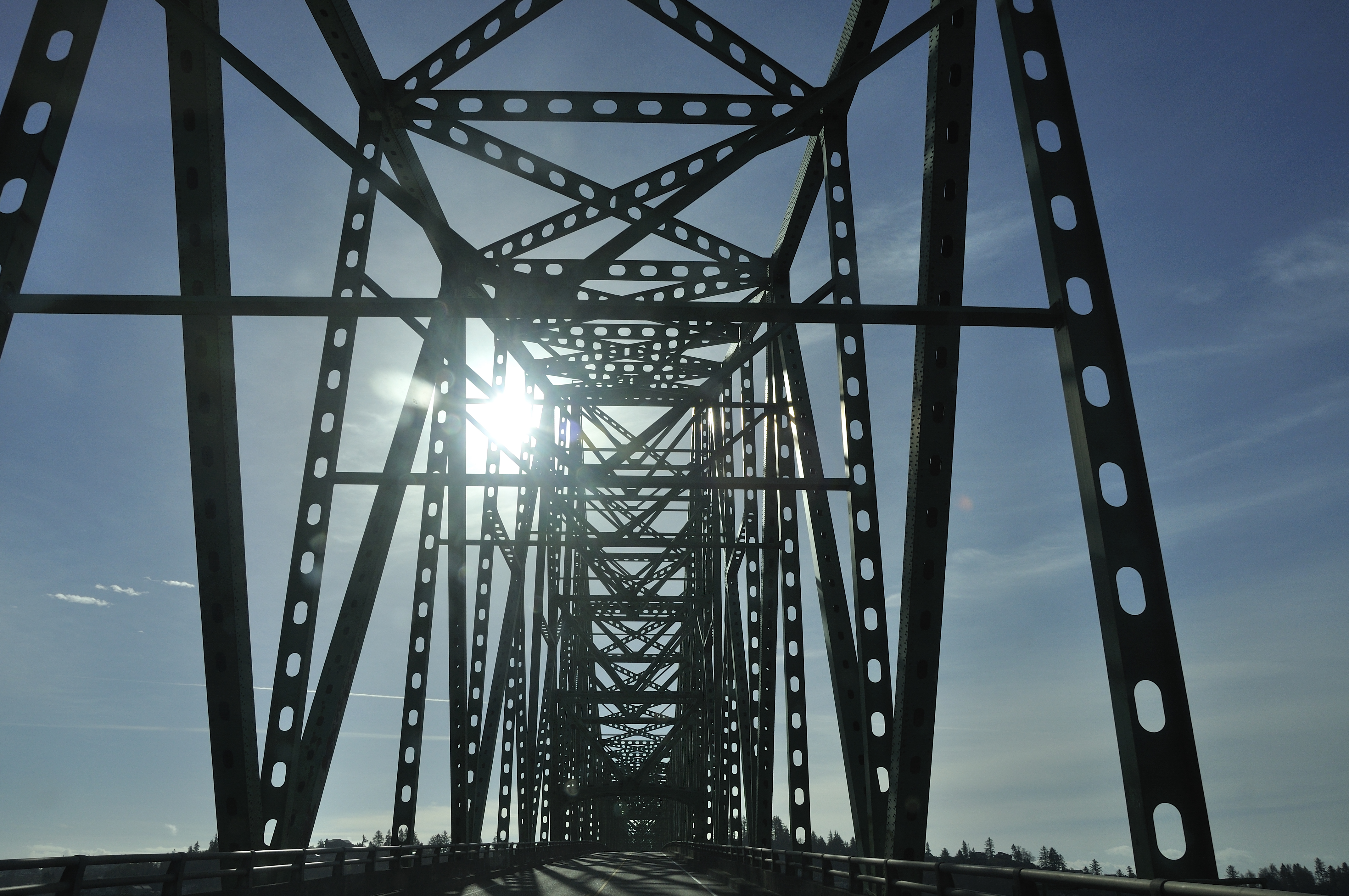
Vista de cerca de la celosía a través del puente
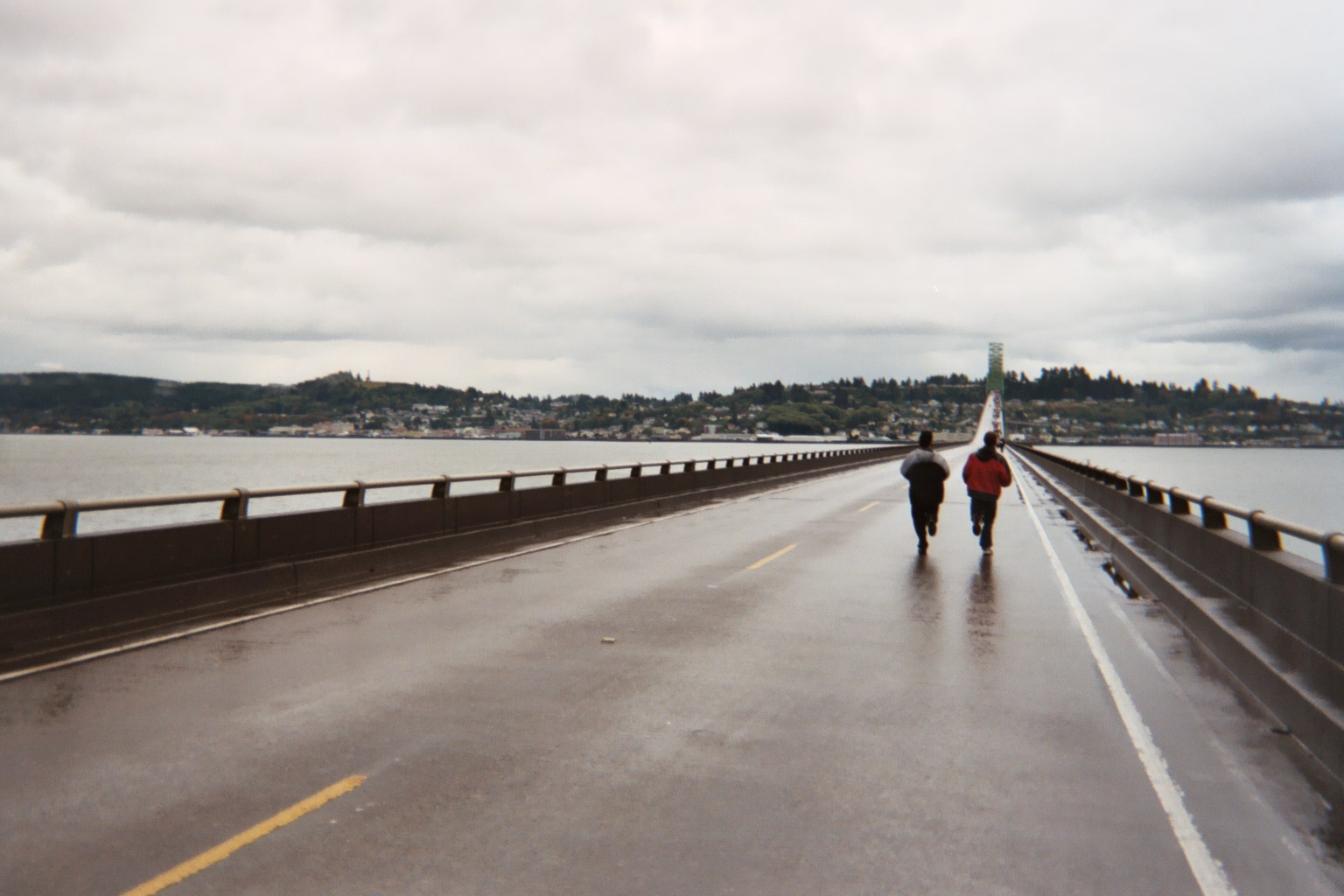
Corriendo en la sección plana y continua del puente.
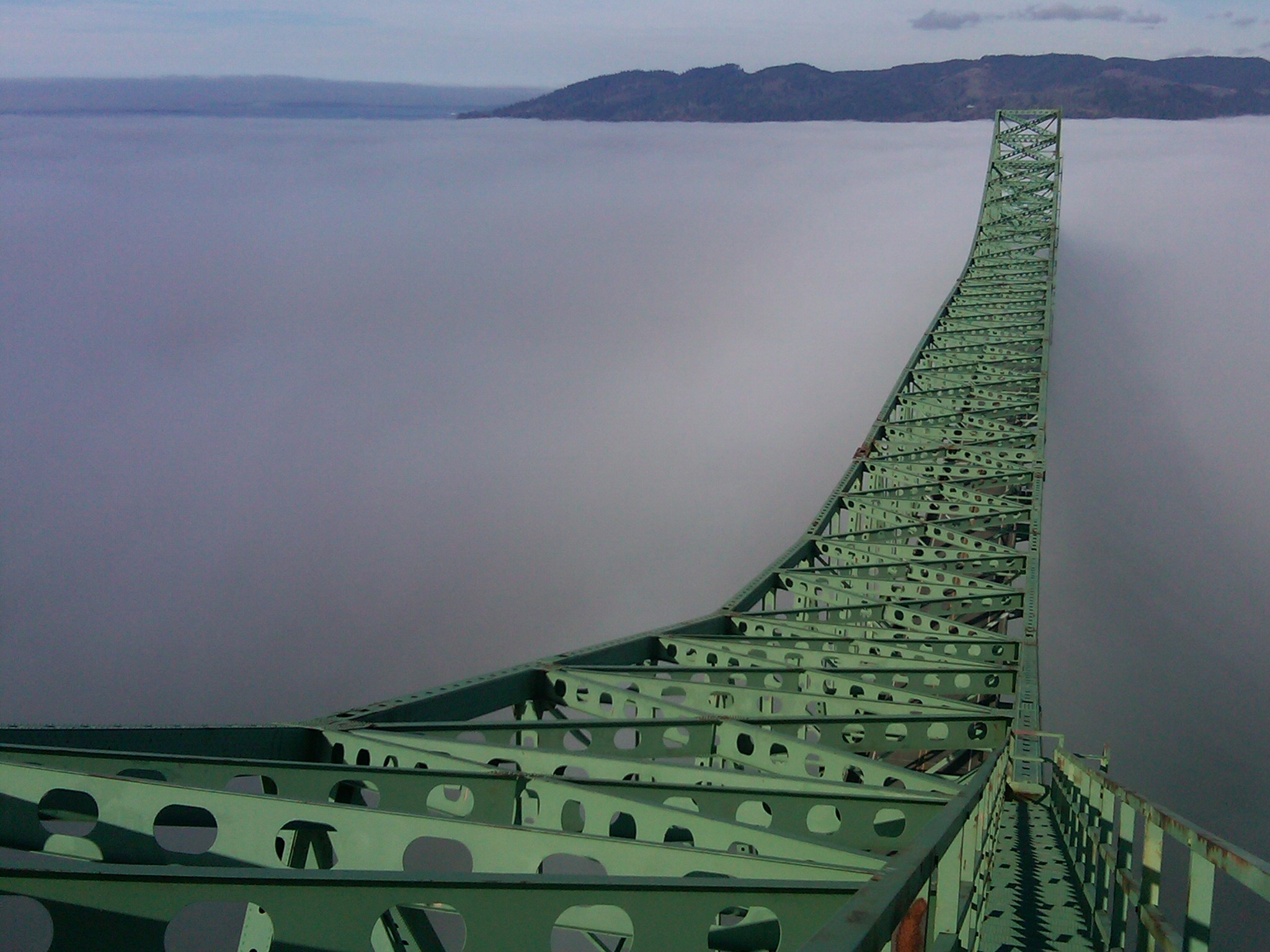
Vista desde lo alto del puente
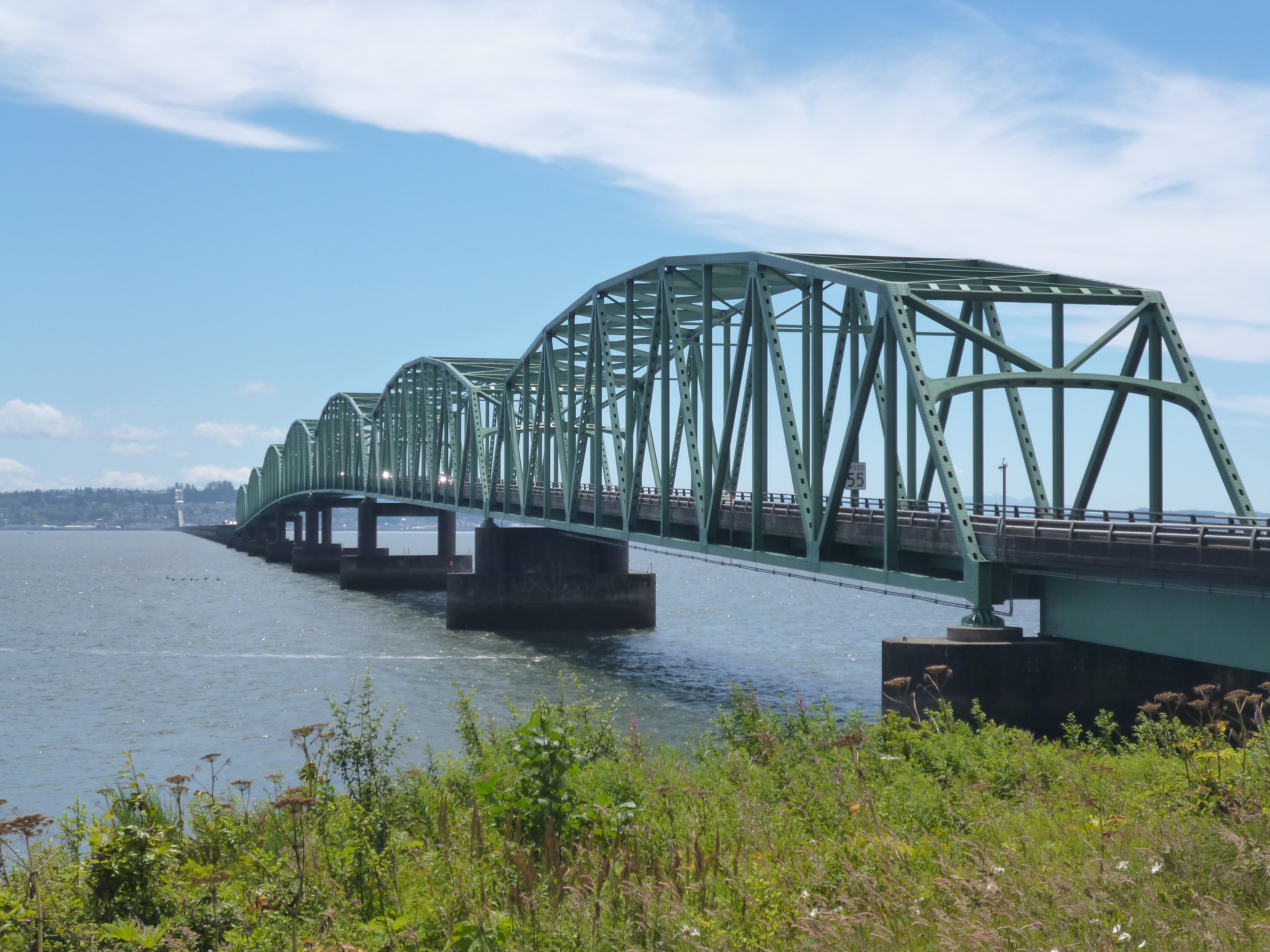
El extremo del puente en Washington.